# West Point (Kentucky)
West Point es una ciudad ubicada en el condado de Hardin en el estado estadounidense de Kentucky. En el Censo de 2010 tenía una población de 797 habitantes y una densidad poblacional de 555,46 personas por km².

## Geografía
West Point se encuentra ubicada en las coordenadas 37°59′42″N 85°57′13″O / 37.99500, -85.95361. Según la Oficina del Censo de los Estados Unidos, West Point tiene una superficie total de 1.43 km², de la cual 1.43 km² corresponden a tierra firme y (0.54%) 0.01 km² es agua.

## Demografía
Según el censo de 2010, había 797 personas residiendo en West Point. La densidad de población era de 555,46 hab./km². De los 797 habitantes, West Point estaba compuesto por el 96.36% blancos, el 0.63% eran afroamericanos, el 1.76% eran amerindios, el 0.13% eran asiáticos, el 0% eran isleños del Pacífico, el 0.25% eran de otras razas y el 0.88% pertenecían a dos o más razas. Del total de la población el 0.75% eran hispanos o latinos de cualquier raza.